# Avon Dam
Avon Dam är en dammbyggnad i Australien. Den ligger i kommunen Wingecarribee och delstaten New South Wales, i den sydöstra delen av landet, omkring 76 kilometer sydväst om delstatshuvudstaden Sydney. Avon Dam ligger 326 meter över havet. Dammen ligger vid Lake Avon.
Närmaste större samhälle är Bargo, nära Avon Dam.
I omgivningarna runt Avon Dam växer i huvudsak städsegrön lövskog. Runt Avon Dam är det glesbefolkat, med 15 invånare per kvadratkilometer. Genomsnittlig årsnederbörd är 1 288 millimeter. Den regnigaste månaden är februari, med i genomsnitt 215 mm nederbörd, och den torraste är juli, med 34 mm nederbörd.